# Gwenved
Gwenved is een tweemaandelijks tijdschrift over spiritualiteit en ecologie, uitgegeven in De Pinte door Guy de Maertelaere. Gwenved is Bretons voor het paradijs of het onnoembare, letterlijk de blanke wereld.
Het blad stelt dat “groen”, met name de partij Groen! in Vlaanderen, over het algemeen "anti-rechts" is en dat “rechts”, met name het Vlaams Belang, over het algemeen "anti-groen" is. De redactie ziet tussen die twee algemene uitersten ruimte voor het conservatief ecologisme of groen-rechts.
Gwenved verwijst vaak naar de macrobiotiek van Georges Ohsawa, de antroposofie van Rudolf Steiner, het vegetarisme van Mellie Uyldert, het eco-conservatisme van Edward Goldsmith, de Gaia-hypothese van James Lovelock.
Volgens Gwenved houdt groen-links zich niet meer met het probleem van de overbevolking bezig uit angst weleens in de buurt van niet politiek-correcte "racistische" stellingen te komen, zoals de slogan "Nederland is vol" van Pim Fortuyn. Ecologische kleinschaligheid betekent immers ook dat men zich verzet tegen de mondialisering en de technologisering. Dit leidt ook tot sympathie voor kleinschalige, eventueel etnische afscheidingsbewegingen, of dat nu de Bretons, Tibetanen of Koerden zijn.
Lijst van tijdschriften in België